# Eucharis bouchei
Eucharis bouchei là một loài thực vật có hoa trong họ Loa kèn đỏ. Loài này được Woodson & P.Allen mô tả khoa học đầu tiên năm 1937.